# JR貨物UV54A形コンテナ
UV54A形コンテナ（UV54Aがたコンテナ）とは、2001年度に登場した、日本貨物鉄道（JR貨物）輸送用として籍を編入している31 ft私有コンテナ（通風コンテナ）である。
形式の数字部位 「 54 」は、コンテナの容積を元に決定される。このコンテナ容積54 m3の算出は、厳密には端数四捨五入計算の為に、内容積53.5 m3 - 54.4 m3の間に属するコンテナが対象となる。
また形式末尾のアルファベット一桁部位「A」は、コンテナの使用用途（主たる目的）が「普通品の輸送」を表す記号として付与されている。

## 番台毎の概要

### 30000番台
30001 - 30040
日本フレートライナー所有（佐川急便借受）、全長9,410 mm（規格外）、全高2,641 mm（規格外）、総重量11.5 t。コキ100系積載限定。
30041 - 30055
日本フレートライナー所有（佐川急便借受）、全長9,410 mm（規格外）、全高2,641 mm（規格外）、総重量11.5 t。コキ50000形積載禁止。

### 38000番台
38001・38002
日本石油輸送所有、全長9,410 mm（規格外）、全高2,641 mm（規格外）、総重量13.7 t。
38003 - 38102?
ディーライン所有、全長9,410 mm（規格外）、全高2,641 mm（規格外）、総重量14.4 t。